# Wilson Creek (Waszyngton)
Wilson Creek – miasto w Stanach Zjednoczonych, w stanie Waszyngton, w hrabstwie Grant.